# Ichijinsha
Ichijinsha (株式会社一迅社 (Chu thức hội xã Nhất Tấn Xã) Kabushiki kaisha Ichijinsha) là một nhà xuất bản Nhật Bản chuyên phát hành các ấn phẩm liên quan đến manga, bao gồm tạp chí và sách. Ichijinsha được thành lập vào tháng 8 năm 1992 như một công ty trách nhiệm hữu hạn lấy tên Studio DNA, tập trung vào việc biên tập shōnen manga. Tháng 1 năm 1998, Studio DNA trở thành một công ty công cộng và mở rộng từ công việc chỉnh sửa đơn giản đến loại hình xuất bản phẩm như hiện nay. Tháng 12 năm 2001, một công ty xuất bản khác gọi là Issaisha (tên cũ) bắt đầu phát hành tạp chí manga dành cho nữ giới mang tên Monthly Comic Zero Sum. Tháng 3 năm 2005, Studio DNA và Issaisha hợp nhất thành một và trở thành Ichijinsha.

## Tạp chí xuất bản
- Chara Mel
- Comic Rex
- Comic Yuri Hime
- Manga 4-koma Kings Palette
Tạp chí manga theo phong cách bốn hình một trang (yonkoma) Manga 4koma Kings Palette (まんが4コマKINGSぱれっと manga yonkoma KINGS paretto?) có ấn bản đầu tiên là phiên bản đặc biệt của Comic Rex.
- Monthly Comic Zero Sum
Monthly Comic Zero Sum (月刊コミックZERO-SUM Gekkan Komikku Zero Samu?) là một tạp chí manga hàng tháng, hướng tới đối tượng độc giả là nữ giới ở mọi độ tuổi.[2] Nó dày hơn 600 trang và gồm nhiều thể loại. Một số manga nổi tiếng in trong tạp chí này gồm có: Saiyuki Reload, Amatsuki, 07 Ghost và Loveless. Một số manga có furigana bên cạnh kanji trong khung thoại, nhằm đơn giản hóa cách đọc đối với trẻ em.
Manga đã đăng:
#000000 ~ultra black~
07 Ghost
Amatsuki
Di[e]ce
Dolls
Hatenkō Yugi
Gemeinschaft
Karneval
Landreaall
Loveless
Magical x Miracle
Saiyuki Reload
Tousei Gensou Hakubutsushi
Vampire Doll
Weiß Side B
Xenosaga Episode I: Der Wille zur Macht
Zion

### Tạp chí ngừng hoạt động
- Waai!
- Waai! Mahalo
- Comic Zeru-Sum Zoukan WARD
- Comic Yuri Hime S
- Manga Palette Lite
- Niconico Yuri

### Tạp chí kĩ thuật số
- Zero Sum Online
- comic POOL
- Yurihime@Pixiv
- LOVEBITES
- Manga 4-koma Palette Online